# Yushu (prefektura autonomiczna)
Yushu (chiń. upr. 玉树藏族自治州; chiń. trad. 玉樹藏族自治州; pinyin Yùshù Zàngzú Zìzhìzhōu; tyb. ཡུལ་ཤུལ་བོད་རིགས་རང་སྐྱོང་ཁུལ་, Wylie Yul-shul Bod-rigs rang-skyong-khul, ZWPY Yüxü Poirig Ranggyong Kü) – tybetańska prefektura autonomiczna w Chinach, w prowincji Qinghai. Siedzibą prefektury jest gmina miejska Gyêgu w mieście Yushu. W 1999 roku liczyła 252 696 mieszkańców.

## Podział administracyjny
Prefektura autonomiczna Yushu podzielona jest na 6 powiatów: Yushu, Zadoi, Chindu, Zhidoi, Nangqên, Qumarlêb.